# Pelea sulfurea
Pelea sulfurea là một loài thực vật có hoa trong họ Cửu lý hương. Loài này được (Rock) H. St. John & E.P. Hume mô tả khoa học đầu tiên năm 1944.